# Joan Bibiloni i Vivancos
Joan Bibiloni i Vivancos   (Palma, 10 de març de 1943) és un actor balear, principalment de teatre, tot i que també ha actuat en televisió i cinema. El 2009 rebé el premi honorífic de l'Associació d'Actors i Actrius de les Illes Balears, i el 2014 el premi especial a la trajectòria teatral dels premis de les Arts Escèniques.

## Significació
De formació autodidàctica, debutà com a actor amb quinze anys al col·legi dels Teatins de Palma. Fins als devuit anys, formà part de la Joventut Antoniana. El 1963 entrà a la companyia Artis, en la qual tingué un paper molt destacat. S'hi estrenà amb Dos nins de setanta anys (1964), de Gabriel Janer Manila, a la qual seguiren obres de Joan Mas, de Martí Mayol, d'Antoni Mus i de Xesc Forteza, entre d'altres. Amb la reestructuració de l'Artis, el 1967, passà a formar part de la Companyia Xesc Forteza, com a membre fundador. És amb aquesta companyia que ha desenvolupat gran part de la seva trajectòria i hi ha interpretat, entre d'altres, Visquem un somni (1971), de Sacha Guitry; Vaja una nit (1972), d'Àngel Monteagudo; S'hora de ses cites (1974), d'Aldo Benedetti; Un vespre a ca seva, senyora (1974), de Jean de Letraz; Por (1977), d'Antoni Mus; Els consensos d'en Nofre (1985), de Duncan Greenwood, i Me n'afluix per no triar (1998), de Fernando Soto, així com bona part de les obres escrites i dirigides per Forteza: Trumfos, oros (1972), Gent d'abans des moviment (1981), Pocavergonyes, SA (1983), Dimoni, món i carn (1984), Ca ses monges (1986), Quint trutger! (1988), Jubilat ve de jubileu (1989), Puja aquí, voràs Portopí (1991), Balearicus'96 (1996), etc. En morir Xesc Forteza, ell mateix, juntament amb Catalina Forteza, contribuí a assegurar la continuïtat de la companyia.
Posteriorment, ha actuat a Coses que passen (2000), basada en textos de K. Valentin, Txèkhov i M. Frayn; Siau benvingut (2007), d'Alexandre Ballester; Gràcies per tot (2012), de Xisco Joan; Un bus a Barcelona (2012), de Xavi Núñez, i Herodes Rei (2013), de Rafel Duran, entre d'altres.